# 宋如楠
宋如楠，汉军镶黄旗佐领下人，清朝政治人物。举人出身。
嘉庆十六年，擔任廣東廣州府永安縣知縣（現紫金縣知縣）。后由謝治河接任。